# São-Simão-Stausee
Der São-Simão-Stausee ist eine große Talsperre in Brasilien, die aus einem Stausee und einem Wasserkraftwerk besteht. Die brasilianische Bezeichnung ist Usina Hidrelétrica de São Simão.
Der Stausee befindet sich am Rio Paranaíba unterhalb des Itumbiara-Stausees. Die Grenze der Bundesstaaten Goiás und Minas Gerais verläuft längs durch den Stausee, in den auch der Rio Verde ou Verdao mündet. Der Speicherraum der Talsperre beträgt 12.700 Mio. m³, wovon 5.540 Mio. m³ nutzbar sind. In der Nähe befinden sich die Städte São Simão und Paranaiguara.
Das Absperrbauwerk ist eine Kombination aus einem Erd- und Steinschüttdamm und einer Gewichtsstaumauer. Es wurde vor einigen Jahren auf einer italienischen Briefmarke abgebildet.
Der Betrieb des Wasserkraftwerks wurde 1978 aufgenommen. Installiert sind sechs Turbinen und Generatoren mit insgesamt 1710 Megawatt Leistung.